# Lambert Jageneau
Lambert M. A. Jageneau (Hoogstraten, 29 juli 1879 - Den Haag, 11 maart 1946) was een Vlaams activist en lid van de Raad van Vlaanderen.

## Levensloop
Na een paar jaar rechten te hebben gestudeerd aan de Katholieke Universiteit Leuven, voegde hij er ook een paar jaar kunstgeschiedenis aan toe. In beide gevallen verwierf hij geen diploma. Vervolgens vestigde hij zich als kunsthandelaar en -expert in Hoogstraten.
Hij was medestichter van de Kempense afdeling van het Algemeen Nederlands Verbond.
Tijdens de Eerste Wereldoorlog bekende Jageneau zich tot het activisme en evolueerde naar het radicale Jong-Vlaanderen. Hij werd penningmeester van het Kempisch Vlaamsch Verbond, was actief in Volksopbeuring en stichtte een afdeling van de Groeningerwacht in Hoogstraten. Hij was ook verantwoordelijke in zijn kanton van het Centraal Vlaamsch Propagandabureau.
In februari 1918 werd hij lid van de Tweede Raad van Vlaanderen en stemde op 28 maart mee de motie voor de verdwijning van de naam 'België'.
In november 1918 vluchtte hij naar Nederland, terwijl hij in België bij verstek werd veroordeeld tot twintig jaar dwangarbeid. Hij vestigde zich als succesvol antiekhandelaar in Den Haag.
Hij bleef actief in Vlaamsgezinde kringen. Zo leidde hij, samen met Jan Baptist Wannyn, het Comité voor recht en herstel. 
In 1940 ondertekende hij de Groot-Nederlandsche Verklaring, die op initiatief van Reimond Speleers en Karel Heynderickx tot stand kwam en een politiek Groot-Nederland vooropstelde. Hij radicaliseerde verder en speelde een rol bij de stichting van de Nationaal-Socialistische Beweging in Vlaanderen. In Nederland had hij contacten met leidinggevende collaborateurs, wat bij de Bevrijding tot zijn arrestatie leidde. Op 11 maart 1946 werd hij vanwege zijn ziektetoestand, vrijgelaten. Enkele uren later overleed hij.